# ATP Challenger Miami
Das ATP Challenger Miami (offizieller Name: ITG Miami Challenger) war ein 1999 und 2008 stattfindendes Tennisturnier in Miami. Es war Teil der ATP Challenger Tour und wurde im Freien auf Sand ausgetragen.

## Liste der Sieger

### Einzel
| Jahr                         | Sieger          | Finalgegner     | Ergebnis |
| ---------------------------- | --------------- | --------------- | -------- |
| 2008                         | Éric Prodon     | Adrián Menéndez | 6:4, 6:4 |
| 2000–2007: nicht ausgetragen |                 |                 |          |
| 1999                         | Marcos Ondruska | Radek Štěpánek  | 6:2, 6:2 |

### Doppel
| Jahr                         | Sieger                            | Finalgegner                     | Ergebnis      |
| ---------------------------- | --------------------------------- | ------------------------------- | ------------- |
| 2008                         | Ilija Bozoljac Dušan Vemić        | Jean-Julien Rojer Márcio Torres | 7:5, 6:4      |
| 2000–2007: nicht ausgetragen |                                   |                                 |               |
| 1999                         | Jocelyn Robichaud Myles Wakefield | Bob Bryan Mike Bryan            | 7:5, 4:6, 6:2 |